# 785. pr. Kr.
◄ | 9. stoljeće pr. Kr. | 8. stoljeće pr. Kr. | 7. stoljeće pr. Kr. | ►
◄ | 810-ih pr. Kr. | 800-ih pr. Kr. | 790-ih pr. Kr. | 780-ih pr. Kr. | 770-ih pr. Kr. | 760-ih pr. Kr. | 750-ih pr. Kr. | ►
◄◄ | ◄ | 788. pr. Kr. | 787. pr. Kr. | 786. pr. Kr. | 785 pr. Kr. | 784. pr. Kr. | 783. pr. Kr. | 782. pr. Kr. | ► | ►►
Astronomija

## Događaji
- Kralja Amaziju, na prijestolju Jude. nasljeđuje njegov sin Azarija.